# 平氏政權
平氏政權（日语：／ Heishi seiken）是日本平安時代末期（1167年-1185年），以伊勢平氏的平清盛為中心的武家政權。由於平清盛的居館位於京都周邊的六波羅館，又被稱為六波羅政權。其亦為日本歷史上第一個武家政權。
關於平氏政權的建立時間，史學界有不同的說法，一種說法認為從仁安2年（1167年）5月朝廷賦予平清盛嫡子平重盛東山道、東海道、山陽道、南海道治安警察權的宣旨開始，另一種說法認為是從治承三年政變（1179年）後，平清盛廢止後白河院的院政開始。1185年源平合戰結束後，平氏政權滅亡，日本進入鎌倉時代。

## 歷史

### 成形
平清盛在1156年的保元之亂中與源義朝聯合支持後白河天皇並獲得最終的勝利，因而贏得後白河天皇的信賴，於是升任播磨守及大宰大貳。然而此後平清盛與藤原通憲聯手擴張其權力的企圖使藤原信賴與源義朝大為不滿，兩人於是舉兵反抗之，是為平治之亂。最後平清盛取得勝利，源義朝被誅殺，其餘以義朝長子源義平為首的許多源氏族人均被處死，被逮捕的義朝三男源賴朝則被處以流放伊豆之刑。自此，平清盛打下了建立政權的基礎。
平治之亂後，平清盛原先支持年少的二條天皇親政，不過在其正室平時子的異母妹妹平滋子與後白河上皇生下憲仁親王後，平氏便開始期望憲仁親王能夠繼承天皇之位，造成了二條天皇的不滿，因此天皇將平時子及平滋子之兄平時忠處以流刑。反之平清盛則逐漸向後白河上皇靠攏。二條天皇急病，臨死前傳位給年幼的六條天皇，平清盛抓住機會與後白河上皇聯合冊立憲仁親王為皇太子。
之後平清盛和後白河上皇之間的關係還延續了一段短暫的蜜月期，同時他的官位也節節高升，1160年升任正三位參議，隔年升任檢非違使別當，1165年升任兵部卿兼權大納言，次年1166年從正二位春宮大夫升任內大臣。1167年打破慣例，未經升任左大臣及右大臣的程序便直接升任為正一位太政大臣，這是律令官制中最高的官職，相當於宰相，平清盛也因此成為從一介武士位極人臣的第一人。
然而不久後平清盛卻突患重病，甚至一度病危，因而平清盛只擔任了三個月左右的太政大臣便辭職歸隱並且出家，之後人稱「入道相國」。但他並未因此釋出實權，仍然掌控大局。與此同時平氏一族也盛極一時，獨占朝中的重要官職；在全國各地擁有多達五百多座莊園，甚至因為推動日本與中國宋朝之間的海上貿易而賺取暴利。因此才有了平時忠口中的「沒有平家一族，其他人就沒法生存。」（另有一譯法為「非平氏者非人也」）的說法。
平清盛的勢力擴張達到永無止盡，將自己和正室所生的女兒平德子嫁給高倉天皇作為皇后，使自己成為天皇的外戚。平德子產下的皇子成為日後的安德天皇。另一個女兒平盛子則嫁給攝關家藤原忠通的兒子藤原基實，並且以此為始，讓許多子女和有權有勢的公家貴族階級聯姻，巧妙地透過政治婚姻的手段擴大自己的勢力。
然而，平清盛的擴張，使以後白河法皇為首的院政勢力感到不滿，也逐漸加深雙方之間的對立。1177年6月發生了企圖推翻平家勢力的鹿谷陰謀事件，結果因為被告密而遭揭發並胎死腹中。平清盛利用這個事件開始剷除參與院政的院近臣。於是將藤原師光處死、與平家相識的藤原成親被流放到備中，並且在當地墜下懸崖離奇地死亡。僧侶俊寬則被流放到鬼界之島。不過平清盛最終還是沒有直接向法皇興師問罪。
1179年時許多不幸之事連連降臨在平氏一族。先是在六月時其女平盛子去世。之後法皇未與平清盛商議就逕自沒收平盛子生前過世的丈夫藤原基實作為藤原氏長者時所遺下的所有莊園。接著在七月，被平清盛視為繼承人並寄予厚望的嫡長子平重盛英年早逝，就在平清盛為之哀慟不已的時刻，法皇卻又一次未與平清盛商量即沒收了平重盛原有的領國越前國。
震怒的平清盛終於無法忍受法皇無視自己的作法。同年11月14日，他親率大軍自福原上京，隔天發動所謂的治承政變，將以藤原基房為首的反平氏親貴共約三十九人全數罷官，並任命親平氏的親貴取而代之。為平清盛此舉感到畏懼的法皇也向其請求饒恕，這回平清盛沒有放過法皇，將後白河法皇幽禁於鳥羽殿。自此院政宣告中止，由平清盛獨攬大權的平氏政權掌控天下。

### 正式建立
1180年平清盛迫使女婿高倉天皇退位，擁立自己的外孫即位為安德天皇。這是平氏一族的全盛時期，挾天子以令諸侯的平氏領地已達到日本全國一半以上。
然而也就在此時，三股無法坐視平氏專政的勢力已然成形，除了必然對之不滿的皇族及貴族外，武士族群也因為平氏的貴族化，利害關係已經與其漸行漸遠而大感不滿。於是1180年激起了反抗平氏的第一波浪潮：投靠平氏的源賴政擁護後白河法皇次子以仁王對抗平清盛。然而迅速反應的平清盛立即派四男平知盛領軍征討，最後敗逃的以仁王和源賴政兩人都被誅殺。之後平清盛更進一步地將目標指向幫助以仁王對抗平氏的園城寺，派五男平重衡率領大軍準備剷除園城寺。同時平清盛也將各寺院組成的宗教勢力，尤其是與園城寺同屬天台宗的比叡山延曆寺視為潛在的危險，加以擁護法皇的親貴也在蠢蠢欲動，為了維持平氏政權的長治久安，平清盛於1180年6月強行將國都遷往平氏的據點福原京，將居館政廳設於雪見御所。
然而以仁王討伐平氏的令旨仍然在全國各地廣為傳播。同年8月，被平清盛流放到伊豆國的源賴朝與岳父北條時政聯手舉兵。9月，信濃國的源義仲也舉兵反平氏。為了防止源賴朝的勢力坐大，平清盛派遣由嫡孫平維盛率領的大軍進入關東。然而，在與源賴朝交手的富士川之戰一役中，傳出平氏大軍被水鳥的振翅聲所驚嚇而敗走的醜事，顯現出平家軍已經積弱不振，於是反抗平氏的聲浪也越來越大。
富士川敗戰平氏的戰敗讓宗教勢力，尤其是之前協助以仁王舉兵的興福寺開始蠢蠢欲動。而在親貴堅決反對遷都的壓力下，同年11月平清盛又將國都遷回京都。12月，由平重衡率領的大軍開往南都奈良並縱火焚城（南都燒討），隨之又命平知盛率兵至近江國和美濃國鎮壓源氏一族的反抗勢力。平氏的一連串行動確實壓制了國都週邊的反平家勢力，然而火燒南都也使平清盛蒙上佛教之敵的污名。
翌年，來自平家勢力大本營——西日本伊予國的河野通清、河野通信父子及豐後國的緒方惟能、臼杵惟隆、佐賀惟憲等地方勢力也舉兵反抗平氏。在東日本，支持平氏的佐竹氏也被源賴朝討滅，反抗平氏的聲浪在各地方興未艾。身處此一困境的平清盛則在此時開始建立以京都為中心的新平家體制，設立了惣官、總下司等官職。隨之又命越後國的城資永、城助職（長茂）率兵攻打木曾義仲。然而，平清盛卻在同年二月底因為染上熱病而倒下，於九條河原口的平盛國屋敷逝世。

### 衰亡
平清盛薨後，由於其嫡子平重盛已先病死，次子平基盛也早死，領導平氏一族的大位就由三男平宗盛來接班。然而，平宗盛缺乏其父的才幹，也不具其父的強悍個性，因而完全無法應付全國各地接連不斷發生的反抗變亂。再者以法皇為中心的院政勢力再次復甦，也逐漸侵蝕平家的基礎。再加上恰於此時發生飢荒（養和大飢荒）亦為不利條件，在此種種因素交織下，平氏一族先是在壽永二年（1183年）的俱利伽羅峠之戰大敗於源義仲，平家大軍因而崩潰，無計可施之下平宗盛不得不挾持安德天皇撤離京都逃往西日本。
之後平家又在一之谷之戰中敗給由源賴朝之弟源義經，於是退據讚岐國的屋島。此時後白河法皇向平家提出願以被源氏軍所捕的平重衡作為人質，交換平家及安德天皇所持有的三神器，但為平宗盛所拒絕。隨後平家軍又在屋島之戰敗給源義經。
元曆2年（1185年），平家在壇之浦之戰中敗亡，平氏政權覆滅。平宗盛在鎌倉與源賴朝會面後被送返京都，在半途中的近江國篠原宿被源義經的部將橘公長斬首，他的四個子嗣也被一一處死。平氏家族滅亡。
隨後不久，新的武家政權鐮倉幕府於消滅東北豪族奧州藤原氏後正式建立。

## 平氏政權公卿列表
| 代 | 肖像 | 姓名   | 官職                                          | 生卒年        | 在職期間      |
| -- | ---- | ------ | --------------------------------------------- | ------------- | ------------- |
| 初 |      | 平清盛 | 太政大臣（入道）                              | 1118年-1181年 | 1167年-1181年 |
| 二 |      | 平重盛 | 權大納言→大納言・右近衛大將→左近衛大將→內大臣 | 1138年-1179年 | 1168年-1179年 |
| 末 |      | 平宗盛 | 權中納言→權大納言・右近衛大將→內大臣          | 1147年-1185年 | 1181年-1185年 |

## 家臣
平氏政權的家臣稱作「家人」，大部分是伊賀和伊勢兩國的領主。其後通過擔任西國国司、討伐西国海賊、莊園管理，提高了畿内、瀨戶內海沿岸及九州等在地領主擔任家臣的比例。平治之亂後，平家勢力東擴，佔領了原先屬於源氏的根據地。平氏政權主要家臣列記如下。
- 平家貞（日语：平家貞）
- 平貞能（日语：平貞能）
- 平田家繼（日语：平田家継）
- 藤原忠清（日语：藤原忠清）
- 平盛國（日语：平盛国）
- 平盛俊（日语：平盛俊）
- 橘公長（日语：橘公長）
- 大庭景親（日语：大庭景親）
- 千田親政（日语：千田親政）
- 佐竹隆義（日语：佐竹隆義）
- 新田義重（日语：源義重）
- 足利忠綱（日语：足利忠綱）
- 城資永（日语：城資永）
- 妹尾兼康（日语：妹尾兼康）
- 佐伯景弘（日语：佐伯景弘）
- 湯淺宗重（日语：湯浅宗重）
- 原田種直（日语：原田種直）
- 源季貞（日语：源季貞）
- 田口成良（日语：田口成良）
- 田口良遠（日语：田口良遠）
- 武藤賴平（日语：武藤頼平）
- 武藤資賴（日语：武藤資頼）
- 畠山重能（日语：畠山重能）
- 小山田有重（日语：小山田有重）